# 12688 Baekeland
A 12688 Baekeland (ideiglenes jelöléssel 1988 CK4) a Naprendszer kisbolygóövében található aszteroida. Eric Walter Elst fedezte fel 1988. február 13-án.
Nevét Leo Hendrik Baekeland (1863 – 1944) flamand vegyész után kapta.